# Hans-Jörg Geddert
Hans-Jörg Geddert (* 21. Januar 1964) ist ein ehemaliger deutscher Basketballspieler.

## Werdegang
Der 2,05 Meter große Geddert war im Zeitraum 1985 bis 1995 in fünf Spielzeiten Mitglied der Bundesliga-Mannschaft des MTV 1846 Gießen. Er brachte es auf 73 Spiele für die Mittelhessen. Als er 1985 erstmals Aufnahme ins Bundesliga-Aufgebot fand, hatte Geddert zuvor in der zweiten Gießener Mannschaft gespielt. In der Saison 1995/96 spielte er mit dem TV Lich in der 2. Basketball-Bundesliga.